# 佩纳吉拉
佩纳吉拉，是西班牙巴伦西亚自治区阿利坎特省的一个市镇。总面积50km2，总人口357人（2001年），人口密度7人/km2。